# 岡一色
岡一色（おかいっしき）は静岡県沼津市の地名。

## 地理
東名高速道路の沼津インターチェンジから南下した所に位置する、足高、岡宮、大岡と隣接する。

## 世帯数と人口
2018年（平成30年）4月1日現在の世帯数と人口は以下の通りである。
| 大字   | 世帯数    | 人口    |
| ------ | --------- | ------- |
| 岡一色 | 1,456世帯 | 3,295人 |

## 小・中学校の学区
市立小・中学校に通う場合、学区は以下の通りとなる。
| 番・番地等 | 小学校                                | 中学校                                |
| ---------- | ------------------------------------- | ------------------------------------- |
| 一部       | 沼津市立門池小学校 沼津市立大岡小学校 | 沼津市立門池中学校 沼津市立大岡中学校 |

## 交通
最寄駅には、大岡駅がある。

## 施設
- 門池地区センター[6]
- 門池公園

教育機関
- 沼津城北高等学校

寺院・神社
- 六所神社

宿泊施設
- 沼津インターグランドホテル

介護施設
- グループホーム春

食品関連
- 丸亀製麺 沼津
- スマル亭　沼津グルメ街道店
- しゃぶ葉 沼津インター店
- サーティワンアイスクリーム 沼津インター店
- マクドナルド 沼津インター店
- ひもの屋沼津ふなと
- 漁師の台所 たんぱく大国

コンビニエンスストア
- セブンイレブン岡一色店、岡一色北店
- ローソン岡一色
- ファミリーマート沼津岡一色店

自動車販売店関連
- オートバックス沼津バイパス
- Shizuoka BMW 沼津店
- プジョー 沼津
- Honda Cars 静岡 沼津インター店

## その他

### 日本郵便
- 郵便番号 : 410-0012[3]（集配局：沼津郵便局[7]）。

### 警察
町内の警察の管轄区域は以下の通りである。
| 番・番地等 | 警察署     | 交番・駐在所 |
| ---------- | ---------- | ------------ |
| 全域       | 沼津警察署 | 岡宮交番     |